# پروستات
پروستات (به انگلیسی: Prostate) یک غدهٔ جانبی نری و عضوی از دستگاه تناسلی مردان است و به اندازه و شکل یک گردوی کوچک، در ابتدای مجرای ادراری در لگن خاصره قرار دارد. پروستات غده‌ای است سفت به شکل یک هرم وارونه که قسمتی از آن بافت غددی و قسمتی بافت ماهیچه‌ای و همبندی دارد و مجرای ادرار پروستاتی را احاطه می‌کند. غدهٔ پروستات در موقع انزال منقبض می‌شود و مادهٔ شیری رنگ قلیایی به منی اضافه می‌کند. حالت ژلاتینی منی به‌دلیل همین اتفاق است. ترشحات پروستات در انسان به‌طور تقریبی و معمولی حدود ۳۰ درصد حجمی منی را تشکیل می‌دهد.
غدهٔ پروستات در سراسر دوران کودکی نسبتاً کوچک باقی می‌ماند و در سن بلوغ تحت تأثیر تستوسترون شروع به رشد می‌کد. این غده در حدود سن ۲۰ سالگی به یک اندازهٔ تقریباً ثابت می‌رسد و تا سن حدود ۴۰ تا ۵۰ سالگی به همین اندازه (حدود ۳۰ سانتیمتر مکعب) باقی می‌ماند. وزن پروستات در فرد بالغ سالم حدود ۲۰–۵۰ گرم و اندازه آن ۴×۲×۳ سانتی‌متر است.

## واژه‌شناسی
این واژه از دو بخش: پیشوند پرو (pro) در فارسی فرا، و واژه استات (state) در فارسی ایستا از ایستادن، ساخته شده است. روی هم رفته می‌شود فرا-ایستاده و در انگلیسی prostate.

## ساختار
پروستات غده‌ای از دستگاه تناسلی مردان است. در بزرگسالان به اندازهٔ یک گردو و وزن متوسط آن حدود ۱۱ گرم و معمولاً بین ۷ تا ۱۶ گرم متغیر است. پروستات در لگن و زیر مثانه قرار داشته و مجرای ادرار را احاطه می‌کند. قسمتی از مجرای ادرار که از آن عبور می‌کند مجرای ادرار پروستاتی نامیده می‌شود که به دو مجرای انزال متصل می‌شود. پروستات توسط یک لایه به‌نام کپسول پروستات یا فاسیای پروستات پوشیده شده است.
ساختار داخلی پروستات با استفاده از لوب‌ها و منطقه‌ها (زون‌ها) توصیف شده است. به‌دلیل تنوع در توصیف و تعاریف لوب‌ها، طبقه‌بندی منطقه یا زون بیشتر مورد استفاده قرار می‌گیرد.
پروستات از سه یا چهار منطقه تشکیل شده است. مناطق معمولاً در بافت‌شناسی یا در تصویربرداری پزشکی مانند سونوگرافی یا ام‌آرآی قابل مشاهده هستند. این مناطق عبارت‌اند از:
| نام منطقه                              | اندازه نسبت به کل غده | توضیحات |
| منطقهٔ پیرامونی (PZ)                    | ۷۰٪                   | پشت غده که مجرای ادرار دیستال را احاطه کرده و زیر کپسول قرار دارد. حدود ۷۰ تا ۸۰ درصد سرطان‌های پروستات از این ناحیه منشأ می‌گیرند.                                                                            |
| منطقهٔ مرکزی (CZ)                       | ۲۰٪                   | این منطقه، مجاری انزالی را احاطه کرده است. منطقهٔ مرکزی تقریباً ۲٫۵ درصد از سرطان‌های پروستات را تشکیل می‌دهد. این سرطان‌ها تهاجمی‌تر هستند و بیشتر به وزیکول‌های منی حمله می‌کنند.                                  |
| منطقهٔ انتقال (TZ)                      | ۵٪                    | منطقهٔ انتقال مجرای ادرار پروگزیمال را احاطه کرده است. ۱۰ تا ۲۰ درصد سرطان‌های پروستات از این منطقه منشأ می‌گیرند. این منطقه از غدهٔ پروستات در طول زندگی رشد می‌کند و باعث بیماری بزرگ شدن خوش‌خیم پروستات می‌شود. |
| منطقهٔ فیبروماهیچه‌ای قدامی (یا استروما) | نامعلوم               | این منطقه که همیشه یک منطقه در نظر گرفته نمی‌شود، معمولاً فاقد اجزای غده‌ای است و همان‌گونه که از نامش پیداست از بافت ماهیچه‌ای و فیبری تشکیل شده است.                                                            |

طبقه‌بندی «لوب» لوب‌هایی را توصیف می‌کند که اگرچه در ابتدا در جنین تعریف شده‌اند، اما در تشریح و در صورت مشاهدهٔ آندوسکوپی نیز قابل مشاهده هستند. پنج لوب پروستات عبارت‌اند از لوب قدامی یا ایستموس، لوب خلفی، لوب جانبی راست و چپ و لوب میانی یا مرکزی.

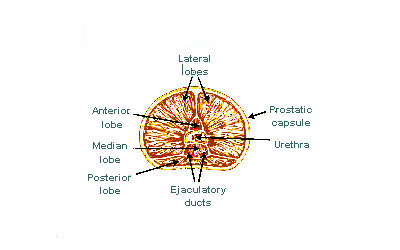
لوب‌های پروستات
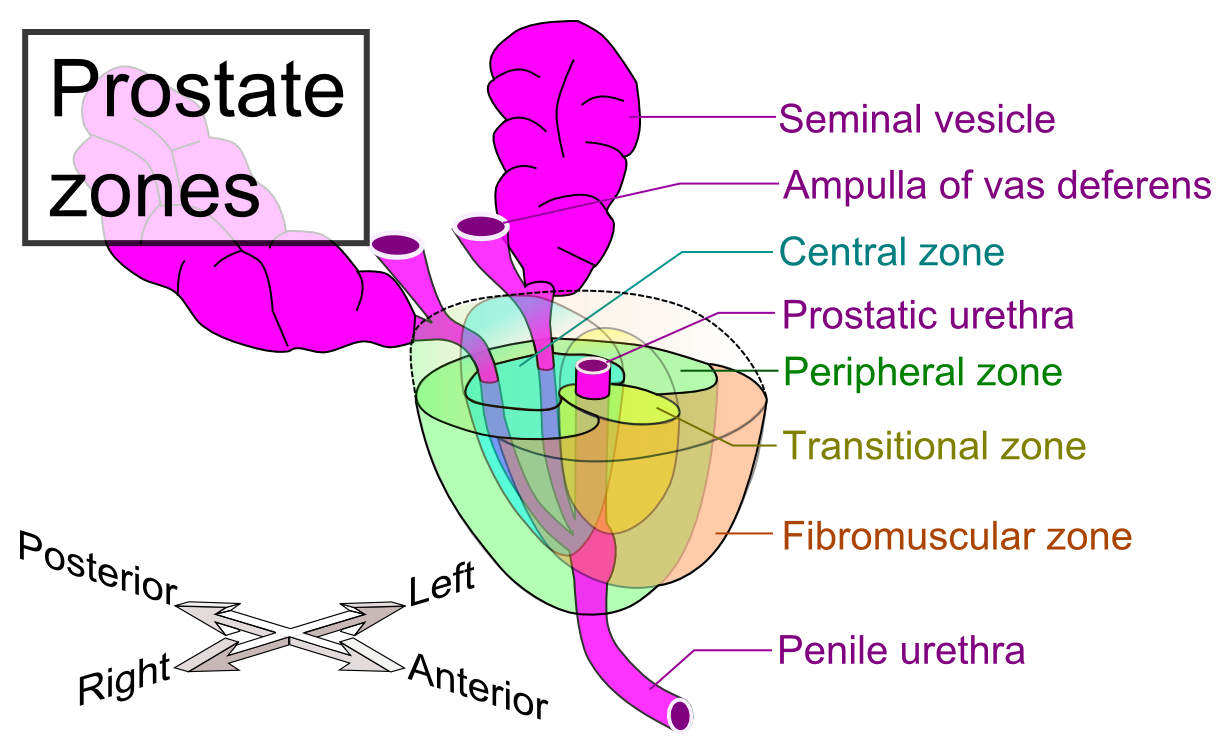
مناطق پروستات

درون پروستات، در مجاورت و موازی با مجرای ادراری پروستات، دو سیستم ماهیچه‌ای طولی وجود دارد. در سمت جلو (بطنی) گشادکنندهٔ مجرای ادرار (musculus dilatator urethrae) و در سمت عقب (در پشت) ماهیچه‌ای قرار دارد که مجرای ادرار را به حالت انزال تغییر می‌دهد (musculus ejaculatorius).

## وظایف

### در انزال
پروستات در تقسیم‌بندی غدد بدن به درون‌ریز و برون‌ریز، به دلیل اینکه مواد ترشحی آن از راه مجاری به بیرون از بدن می‌ریزد، غده‌ای برون‌ریز محسوب می‌شود.
مایع تولید شده به وسیلهٔ پروستات به همراه اسپرم در کیسه‌های منی ذخیره می‌شود. مایع ترشح شده به وسیلهٔ پروستات یک سوم مایع منی را تشکیل می‌دهد. این مایع در آمیزش، کار حمل و تغذیهٔ اسپرم را به‌عهده دارد. حالت قلیایی این مایع، اسپرم را در محیط اسیدی واژن حفاظت می‌کند.
از مواد تشکیل‌دهندهٔ ترشحات پروستات می‌توان به کلسیم، روی، ویتامین ث (اسید آسکوربیک)، اسید فسفاتاز، آلبومین و آنتی‌ژن اختصاصی پروستات (PSA) اشاره کرد.
کپسول غدهٔ پروستات در جریان تخلیهٔ منی هم‌زمان با انقباضات مجرای دفران منقبض می‌شود به‌طوری‌که مایع شیری و رقیق غدهٔ پروستات حجم منی را زیادتر می‌کند. ماهیت مختصر قلیایی مایع پروستاتی ممکن است برای بارورسازی موفق تخمک کاملاً مهم باشد، زیرا مایع مجرای دفران به علت وجود اسید سیتریک و محصولات نهایی متابولیسم اسپرم نسبتاً اسیدی است و در نتیجه به مهار باروری اسپرم کمک می‌کند. ترشحات واژن زن هم اسیدی هستند (با پی‌اچ معادل ۳٫۵ تا ۴٫۰). تا زمانی که پی‌اچ مایعات اطراف تا حدود ۶ تا ۶٫۵ بالا نرود، اسپرم به اندازهٔ مطلوب تحرک نمی‌یابد. در نتیجه احتمال آن است که مایع مختصر قلیایی پروستاتی طی انزال به خنثی سازی اسیدیتهٔ این مایعات دیگر کمک کند و بدین ترتیب تحرک و باروری اسپرم را افزایش دهد.

### در دفع ادرار
پروستات جدا از نقشی که در تولیدمثل دارد، در ادرار مردان هم نقش مهمی ایفا می‌کند. پروستات مجرای پیشابراه را در فاصلهٔ مثانه تا آلت تناسلی دربر گرفته است. منقبض شدن ماهیچه‌های پروستات باعث آهسته شدن جریان ادرار می‌شود.
تغییرات شکل پروستات، که تغییر مکانیکی بین ادرار و انزال را تسهیل می‌کند، عمدتاً توسط دو سیستم ماهیچه‌ای طولی که در امتداد مجرای ادرار پروستات قرار دارند انجام می‌شود. این‌ها گشادکنندهٔ مجرای ادرار در سمت جلوی مجرای ادرار هستند که در حین ادرار منقبض می‌شوند و در نتیجه پروستات را در بُعد عمودی آن کوتاه و کج می‌کنند و در نتیجه بخش پروستاتی لولهٔ مجرای ادرار را گشاد می‌کنند، و عضله در بخش خلفی خود، تبدیل مجرای ادرار به حالت انزال را انجام می‌دهد.
در هنگام انزال ماهیچه‌های جدار کیسه‌های منی و پروستات منقبض شده تا اسپرمی که درون بیضه‌ها تولید شده و پس از گذر از مجاری پیچ‌درپیچ روی بیضه بالغ شده، سپس از طریق دو مجرای کوچک عضلانی به نام «مجرای وابران» پس از پیچیدن به دور مثانه به کیسه‌های منی می‌رسد را با فشار بیرون بریزد.
در صورت انجام یک عمل جراحی، به عنوان مثال به‌دلیل هایپرپلازی خوش‌خیم پروستات (BPH)، آسیب یا تضعیف این دو سیستم ماهیچه‌ای بسته به نوع جراحی و جزئیات روش انتخابی، به‌طور قابل توجهی بر ادرار و انزال تأثیر می‌گذارد.

### در تحریک
برخی از مردان ممکن است تنها از راه تحریک غدهٔ پروستات، مانند ماساژ پروستات یا آمیزش جنسی مقعدی به ارگاسم دست یابند. این موضوع، باعث شده است که ناحیهٔ دیوارهٔ راست‌روده در مجاورت پروستات، با عنوان «نقطهٔ جی مردان» شناخته شود.

## آنتی‌ژن اختصاصی پروستات

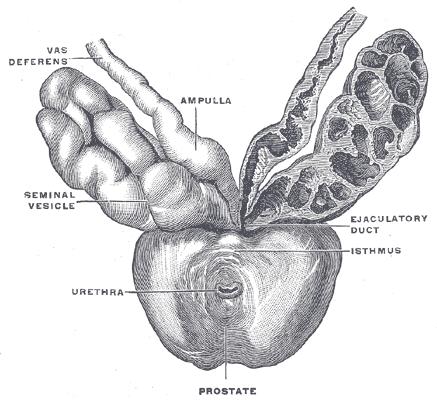

پروستات پروتئین مخصوصی به نام آنتی‌ژن اختصاصی پروستات یا پی‌اس‌آ (به انگلیسی: PSA) را تولید می‌کند که وارد مایع انزالی می‌شود و در زمان مناسب به حفظ حالت مایع منی کمک می‌کند و جلوی لخته شدن منی را می‌گیرد. منی اندکی پس از وارد شدن به واژن، لخته می‌شود به ماده‌ای ژل مانند تبدیل می‌شود و گردن رحم می‌چسبد. ۱۵ تا ۳۰ دقیقه پس از لخته شدن منی، آنزیم PSA این لخته را حل می‌کند و اسپرم‌ها آزادانه می‌توانند درون رحم شنا کنند.

## بیماری‌های پروستات
سه گونه بیماری، غدهٔ پروستات را مبتلا می‌کند: دو نوع آن‌ها خوش‌خیم است و غالباً زندگی فرد را به مخاطره نمی‌اندازند و یک نوع آن بدخیم است. بیماری‌های پروستات ممکن است با هم اشتباه شوند، چون بسیاری از نشانه‌های آن‌ها مانند هم است.
این سه بیماری عبارت‌اند از:
1. پروستاتیت (التهاب پروستات) که بیشتر به‌وسیلهٔ یک عفونت میکروبی ایجاد می‌شود.
2. هایپرپلازی خوش‌خیم پروستات (BPH) یا بزرگی خوش‌خیم پروستات که بزرگی غیرسرطانی غدهٔ پروستات و یکی از شایع‌ترین اشکال بیماری پروستات است که تقریباً در نیمی از مردان بالای پنجاه سال دیده می‌شود.
3. سرطان پروستات یک بیماری بالقوه شدید و بدخیم است.

### نشانه‌های بیماری
نشانه‌های انسدادی معمولاً زودتر خودشان را نشان می‌دهند و عبارت‌اند از: تکرر ادرار، احتباس ادرار، کاهش قطر و فشار جریان ادرار و قطره‌قطره شدن انتهای ادرار. در واقع این علائم ناشی از تورم پروستات‌اند. در معاینهٔ بالینی تورم پروستات با TR قابل بررسی است. سونوگرافی به شناسایی بیماری کمک می‌کند.
همچنین استرس و اضطراب ممتد می‌تواند بر روی دستگاه تناسلی (پروستات) تأثیر بگذارد و باعث بروز بیماری‌های رافع شود (بیماری‌های رافع بیماری‌هایی هستند که بعد از ترک یک عادت خود به خود رفع می‌شود) نمونه‌هایی از این بیماری‌ها که منشأ آن استرس و اضطراب و ناراحتی ممتد است عبارت است از: بی‌حسی به ارتباط جنسی، اختلال در نعوظ، بی‌حسی در ناحیهٔ آلت و دستگاه تناسلی، اختلال نامتناوب

### درمان
درمان این مشکل به نوع بیماری، عامل و شدت آن بستگی دارد. به هر حال در مراحل اولیه درمان دارویی و در مراحل بالاتر با جراحی با لیزر و مراحل پیشرفتهٔ جراحی باید جلوی بیماری را گرفت.
گاهی برای درمان از عمل جراحی استفاده می‌شود و کل غدهٔ پروستات توسط عمل جراحی برداشته می‌شود که اغلب هم فرد از علائم و نشانه‌های بیماری رهایی می‌یابد، اما این عمل می‌تواند فرد را دچار ناتوانی جنسی کند.
دو داروی شایع برای درمان بزرگ شدن خوش‌خیم (غیر سرطانی) (که به صورت اختصار BPH نیز نامیده می‌شود) عبارت‌اند از: آلفا بلوکرها که علائم BPH را تسکین می‌دهند و بازدارندهٔ ۵ آلفا ردوکتاز که به کاهش اندازهٔ پروستات کمک می‌کند.

### پیشگیری
میزان روی موجود در بافت سالم پروستات بیش از هر بافت دیگری به جز استخوان‌هاست در حالی‌که در بافت سرطانی بسیار کم‌تر است. این موضوع باعث شد محققان دانشگاه جانز هاپکینز و هاروارد تحقیقات جداگانه‌ای را در مورد رابطهٔ احتمالی بین سرطان پروستات و مصرف روی انجام دهند. بر اساس این تحقیقات ارتباطی بین ابتلا به سرطان پروستات و میزان مصرف روی وجود ندارد و مصرف روی بیش از نیاز بدن در طولانی‌مدت ممکن است به سلامتی آسیب بزند.
مطالعات محققان دانشگاه لوما لیندای کالیفرنیا نشان می‌دهد خطر ابتلا به سرطان پروستات در مردانی که ۵ تا ۶ بار در هفته گوجه‌فرنگی پخته‌شده یا کنسرو شده مصرف می‌کنند ۲۸٪ کم‌تر از مردانی است که هرگز این مادهٔ غذایی را مصرف نکرده‌اند. در این مطالعه هیچ ارتباط معناداری بین سرطان پروستات و مصرف گوجه‌فرنگی خام، سوپ گوجه‌فرنگی، سس گوجه‌فرنگی و آب سبزیجات مبتنی بر گوجه‌فرنگی یافت نشده است.
بر اساس تحقیقاتی که توسط دانشکدهٔ پزشکی دانشگاه هاروارد به عمل آمده، احتمال ابتلا به «سرطان پروستات مهاجم و پیش‌رونده» در مردانی که قهوهٔ زیاد می‌نوشند، ۶۰ درصد کمتر از مردانی است که اصلاً قهوه مصرف نمی‌کنند. این عدد در مورد همهٔ انواع سرطان پروستات (خوش‌خیم و بدخیم) حدود ۲۰٪ است. بر اساس این تحقیق، هیچ ارتباطی بین مصرف قهوه و احتمال ابتلا به سرطان‌های پروستات کم‌شدت و درجهٔ پایین وجود ندارد و حتی ممکن است لازم باشد مبتلایان در مراحل اولیهٔ سرطان، برای کاهش تکرر ادرار میزان قهوهٔ مصرفی‌شان را کاهش دهند.

### ورم پروستات
ورم یا التهاب پروستات که پروستاتیت نامیده می‌شود اغلب ناشی از علل عفونی است. علت بروز این بیماری را می‌توان در نزدیکی با زنان مختلف و همچنین جلوگیری از خروج منی هنگام انزال اشاره کرد.
مردانی که سوند یا وسایل پزشکی دیگر در مجرای ادراری دارند یا عمل جراحی مرتبط داشته‌اند، بیشتر در معرض ابتلا به پروستاتیت باکتریایی هستند.
درمان پروستاتیت به عامل ایجادکننده بستگی دارد و می‌توان با استفاده از آنتی‌بیوتیک آن را درمان کرد؛ مثلاً در درمان پروستاتیت کلامیدیایی می‌توان از تتراسایکلین‌ها بهره گرفت.
پروستاتیت مزمن غیر باکتریایی یا سندرم درد مزمن لگن مردانه با روش‌های مختلفی از جمله داروهای مسدودکننده‌های آلفا، ضدالتهاب‌های غیراستروئیدی و آمی‌تریپتیلین،  آنتی‌هیستامین‌ها و سایر داروهای ضداضطراب درمان می‌شود. درمان‌های دیگر غیردارویی می‌تواند شامل فیزیوتراپی، روان‌درمانی، تعدیل‌کننده‌های عصبی و جراحی باشد. اخیراً، ترکیبی از نقطهٔ ماشه‌ای و روان‌درمانی برای پروستاتیت دستهٔ III نیز مؤثر بوده است.

### سرطان پروستات
سرطان پروستات که با نام چنگار پروستات نیز شناخته می‌شود، پیشرفت سرطان در پروستات است. بیشتر سرطان‌های پروستات آرام رشد می‌کنند، اما برخی نسبتاً سریع رشد می‌کنند. سرطان پروستات اغلب بدخیم بوده در سنین بالا مشاهده می‌شود با علائم انسداد ادراری و… که سطح خونی آنزیم PSA نیز بالا می‌رود. این بیماری معمولاً به دنبال هایپرپلازی خوش‌خیم پروستات و با افزایش سن رخ می‌دهد.
سرطان پروستات، شایع‌ترین سرطان بعد از سرطان پوست در مردان است و در ۸۰ درصد مردان بالای ۶۵ سال دیده می‌شود. از هر ۷ نفر، یک نفر در تمام مدت عمر خود ممکن است مبتلا به سرطان پروستات گردد. سرطان غدهٔ پروستات قبل از ۵۰ سالگی نادر است. این سرطان، دومین علت مرگ ناشی از سرطان بعد از سرطان ریه است. سرطان پروستات معمولاً بسیار آهسته رشد می‌کند و بیشتر مواقع محدود به محل خود است، به‌طوری‌که مختصر تغییری در شکل و اندازهٔ غدهٔ پروستات به وجود می‌آید.
بعضی از انواع این سرطان به سرعت رشد می‌کند و به قسمت‌های دیگر غدهٔ پروستات یا به استخوان‌ها، گره‌های لنفاوی و ریه منتشر می‌شود که بسیار خطرناک است. اگر سرطان پروستات در مراحل اولیه تشخیص داده شود، درمان آن با موفقیت انجام خواهد شد.
جراحی و در صورت متاستاز شیمی‌درمانی، هورمون‌درمانی و پرتودرمانی از روش‌های درمان این بیماری‌اند.

### جراحی پروستات
در بیمارانی که علیرغم درمان دارویی هیچ بهبودی حاصل نمی‌شود و علائم بیماری پروستات برای بیمار بسیار آزاردهنده است باید برای جراحی بیمار اقدام کرد. مواردی که بیمار دچار احتباس ادراری ناشی از بزرگی پروستات شده است و نیازمند سوند دائمی برای تخلیهٔ ادرار است باید برای جراحی به اورولوژیست مراجعه کند. داشتن سنگ مثانه نشانه‌ای از بزرگی بیش از حد پروستات و عمل جراحی آن است. ورم کلیه‌ها و خونریزی ادراری و عفونت ادراری مکرر هم از موارد نیازمند جراحی پروستات محسوب می‌شوند.

## در سایر جانوران
غدهٔ پروستات تنها در پستانداران یافت می‌شود. غدد پروستات کیسه‌داران نر نسبتاً بزرگ‌تر از پستانداران جفت‌دار است. وجود پروستات عملکردی در تک‌سوراخ‌سانان بحث‌برانگیز است و حتی درصورتی‌که پروستات در آن‌ها عملکردی باشد، ممکن است در تولید منی نقش نداشته باشد.
ساختار پروستات در پستانداران مختلف، متفاوت است. این غده به‌طور ویژه در گوشتخواران و گرازها به‌خوبی توسعه یافته است، اما در پستانداران دیگر، مانند گاو نر، می‌تواند کوچک و نامحسوس باشد. در برخی از گونه‌های کیسه‌دار، اندازهٔ غدهٔ پروستات به‌صورت فصلی تغییر می‌کند. پروستات تنها غدهٔ جانبی است که در سگ‌های نر وجود دارد. سگ‌ها می‌توانند در یک ساعت به اندازهٔ یک روز یک انسان مایع پروستات تولید کنند. آن‌ها این مایع را همراه با ادرار خود دفع می‌کنند تا قلمرو خود را مشخص کنند. علاوه بر این، سگ‌ها تنها گونه‌ای هستند که به غیر از انسان‌ها شاهد بروز قابل توجهی از سرطان پروستات هستند. پروستات تنها غدهٔ جانبی نری است که در آب‌بازسانان وجود دارد.
ترشحات پروستات در گونه‌های مختلف متفاوت است. این ترشحات، به‌طور کلی از قندهای ساده تشکیل شده‌اند و اغلب کمی قلیایی هستند. در هوددان، این ترشحات معمولاً حاوی فروکتوز هستند. ترشحات پروستات جانوران کیسه‌دار معمولاً به‌جای فروکتوز حاوی ان-استیل‌گلوکزآمین یا گلیکوژن است.

## غدد شبه‌پروستاتی زنانه
از آنجایی که غدد شبه‌پروستاتی زنانه و پروستات مردانه با ترشح آنتی‌ژن اختصاصی پروستات (PSA) که یک پروتئین انزالی در مردان است و اسید فسفاتاز ویژهٔ پروستات، به‌طور مشابه عمل می‌کنند، غدهٔ Skene گاهی «پروستات زنانه» نامیده می‌شود. اگرچه این غده با پروستات مردانه همولوگ است (که از همان بافت‌های جنینی ایجاد شده است)، جنبه‌های مختلف رشد آن در رابطه با پروستات مردانه به‌طور گسترده ناشناخته است و موضوع پژوهش است.